# Apfelkorn
Apfelkorn ist eine Mischung aus Apfelsaft und Weizenkorn und zugleich die umgangssprachliche Bezeichnung für verschiedene Liköre auf Basis von Weizenkorn mit Apfelaroma.

## Geschichte

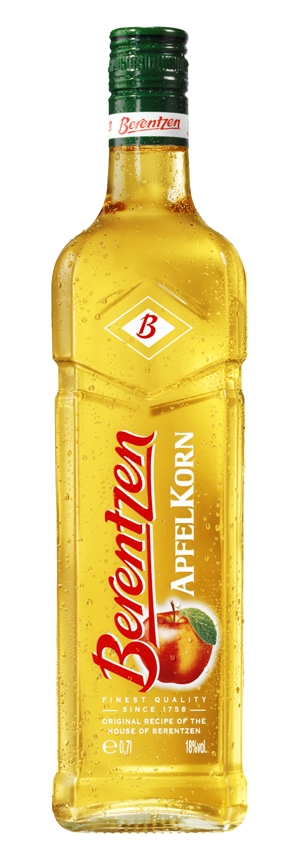
Apfelkorn

Als erster Spirituosenhersteller führte Berentzen die Partymischung im Jahr 1976 als Fertigprodukt auf dem deutschen Markt ein. Seit 1979 wird Apfelkorn exportiert und blieb über viele Jahre die erfolgreichste Spirituose im Sortiment. Inzwischen werden Spirituosen mit Korn und Apfelaroma von zahlreichen Herstellern angeboten. Berentzen erweiterte das Sortiment 1993 mit der Variante Saurer Apfel und 1995 mit dem gewürzten Winterapfel. Der ursprüngliche Berentzen Apfelkorn weist heute nur noch einen Alkoholgehalt von 18 % Vol. auf und wird in der Reihe Fruchtige offiziell als Berentzen Apfel vermarktet. Das Produkt ist als „Spirituose“ sowie als „Likör mit Äpfeln und Weizenkorn“ deklariert.

## Definition
In der aktuellen EU-Spirituosenverordnung ist „Apfelkorn“ nicht gesondert definiert. Die Bezeichnung „Korn“ dürfen allerdings nur Getreidebrände mit mindestens 32 % Vol. Alkoholgehalt tragen, die darüber hinaus nicht aromatisiert werden dürfen. Die Verkehrsbezeichnung für handelsüblichen Apfelkorn lautet daher entweder schlicht „Spirituose“ oder „Likör“, wenn der Zuckergehalt mindestens 100 Gramm pro Liter Invertzucker (oder entsprechende Anteile anderer Zuckerarten) beträgt. Da reiner Apfelsaft von Natur aus nur etwa 100 Gramm Zucker pro Liter mitbringt, ist als Likör ausgewiesener Apfelkorn daher immer zusätzlich gesüßt.